# Trophée Gazet van Antwerpen 2011-2012
Navigation
2010-2011 2012-2013
Le Trophée Gazet van Antwerpen 2011-2012 est la 25e édition du Trophée Gazet van Antwerpen, compétition de cyclo-cross organisée par le quotidien belge néerlandophone Gazet van Antwerpen. Il est composé de huit manches pour les hommes élites, espoirs et juniors, et six pour les femmes, toutes ayant lieu en Belgique entre le 1er novembre 2011 et le 19 février 2012. Toutes les courses élites et femmes font partie du calendrier de la saison de cyclo-cross masculine et féminine 2011-2012. L'ensemble des résultats obtenus lors des courses donne lieu à un classement général par catégories. Les juniors, quant à eux, n'ont pas de classement officiel.

## Hommes élites

### Résultats
| Date         | Épreuve                                   | Vainqueur     | Deuxième      | Troisième     | Leader        |
| 1er novembre | Audenarde (Koppenbergcross)               | Kevin Pauwels | Sven Nys      | Zdeněk Štybar | Kevin Pauwels |
| 6 novembre   | Renaix (GP Mario De Clercq)               | Kevin Pauwels | Zdeněk Štybar | Niels Albert  | Kevin Pauwels |
| 19 novembre  | Hasselt (GP d'Hasselt)                    | Kevin Pauwels | Zdeněk Štybar | Sven Nys      | Kevin Pauwels |
| 17 décembre  | Essen (GP Rouwmoer)                       | Bart Wellens  | Niels Albert  | Rob Peeters   | Kevin Pauwels |
| 28 décembre  | Loenhout (Azencross)                      | Niels Albert  | Zdeněk Štybar | Sven Nys      | Kevin Pauwels |
| 1er janvier  | Baal (Grand Prix Sven Nys)                | Sven Nys      | Kevin Pauwels | Bart Wellens  | Kevin Pauwels |
| 4 février    | Lille (Krawatencross)                     | Tom Meeusen   | Zdeněk Štybar | Kevin Pauwels | Kevin Pauwels |
| 19 février   | Oostmalle (Internationale Sluitingsprijs) | Niels Albert  | Zdeněk Štybar | Kevin Pauwels | Kevin Pauwels |

### Classement général
| Pos | Coureur             | Pts |
| --- | ------------------- | --- |
| 1   | Kevin Pauwels       | 176 |
| 2   | Zdeněk Štybar       | 166 |
| 3   | Sven Nys            | 141 |
| 4   | Niels Albert        | 139 |
| 5   | Tom Meeusen         | 114 |
| 6   | Bart Aernouts       | 87  |
| 7   | Bart Wellens        | 85  |
| 8   | Sven Vanthourenhout | 83  |
| 9   | Rob Peeters         | 80  |
| 10  | Klaas Vantornout    | 80  |

| Pos | Coureur               | Pts |
| --- | --------------------- | --- |
| 1   | Zdeněk Štybar         | 13  |
| 2   | Kevin Pauwels         | 9   |
| -   | Sven Nys              | 9   |
| 4   | Bart Wellens          | 3   |
| -   | Niels Albert          | 3   |
| -   | Dieter Vanthourenhout | 3   |
| 7   | Lars Boom             | 2   |
| -   | Klaas Vantornout      | 2   |
| -   | Radomír Šimůnek jr.   | 2   |
| 10  | Tom Meeusen           | 1   |
| -   | Sven Vanthourenhout   | 1   |

## Femmes élites

### Résultats
| Date         | Épreuve                                   | Vainqueur            | Deuxième             | Troisième         | Leader               |
| 1er novembre | Audenarde (Koppenbergcross)               | Sanne van Paassen    | Helen Wyman          | Nikki Harris      | Sanne van Paassen    |
| 17 décembre  | Essen (GP Rouwmoer)                       | Marianne Vos         | Sophie de Boer       | Nikki Harris      | Helen Wyman          |
| 28 décembre  | Loenhout (Azencross)                      | Marianne Vos         | Daphny van den Brand | Sanne Cant        | Daphny van den Brand |
| 1er janvier  | Baal (Grand Prix Sven Nys)                | Daphny van den Brand | Sanne Cant           | Nikki Harris      | Daphny van den Brand |
| 4 février    | Lille (Krawatencross)                     | Marianne Vos         | Daphny van den Brand | Sanne Cant        | Daphny van den Brand |
| 19 février   | Oostmalle (Internationale Sluitingsprijs) | Daphny van den Brand | Marianne Vos         | Sanne van Paassen | Daphny van den Brand |

### Classement général
| Pos | Coureur              | Pts |
| --- | -------------------- | --- |
| 1   | Daphny van den Brand | 127 |
| 2   | Sanne Cant           | 108 |
| 3   | Nikki Harris         | 106 |
| 4   | Marianne Vos         | 97  |
| 5   | Sanne van Paassen    | 92  |
| 6   | Sophie de Boer       | 81  |
| 7   | Helen Wyman          | 66  |
| 8   | Pavla Havlíková      | 64  |
| 9   | Gabriella Day        | 62  |
| 10  | Arenda Grimberg      | 59  |

## Hommes espoirs

### Résultats
| Date         | Épreuve                                   | Vainqueur              | Deuxième           | Troisième         | Leader            |
| 1er novembre | Audenarde (Koppenbergcross)               | Lars van der Haar      | Vinnie Braet       | Jan Nesvadba      | Lars van der Haar |
| 6 novembre   | Renaix (GP Mario De Clercq)               | Michael Vanthourenhout | Jens Adams         | Micki van Empel   | Jens Adams        |
| 19 novembre  | Hasselt (GP d'Hasselt)                    | Lars van der Haar      | Micki van Empel    | Wietse Bosmans    | Lars van der Haar |
| 17 décembre  | Essen (GP Rouwmoer)                       | Tijmen Eising          | Wietse Bosmans     | Lars van der Haar | Lars van der Haar |
| 28 décembre  | Loenhout (Azencross)                      | Wietse Bosmans         | David van der Poel | Tijmen Eising     | Micki van Empel   |
| 1er janvier  | Baal (Grand Prix Sven Nys)                | Lars van der Haar      | Mike Teunissen     | Corné van Kessel  | Micki van Empel   |
| 4 février    | Lille (Krawatencross)                     | Wietse Bosmans         | Lars van der Haar  | Micki van Empel   | Lars van der Haar |
| 19 février   | Oostmalle (Internationale Sluitingsprijs) | Wietse Bosmans         | Arnaud Jouffroy    | Micki van Empel   | Lars van der Haar |

### Classement général
| Pos | Coureur            | Pts |
| --- | ------------------ | --- |
| 1   | Lars van der Haar  | 133 |
| 2   | Wietse Bosmans     | 127 |
| 3   | Micki van Empel    | 112 |
| 4   | Jens Adams         | 87  |
| 5   | Tijmen Eising      | 78  |
| 6   | David van der Poel | 71  |
| 7   | Vinnie Braet       | 71  |
| 8   | Corné van Kessel   | 69  |
| 9   | Gianni Vermeersch  | 67  |
| 10  | Arnaud Jouffroy    | 65  |

## Hommes juniors

### Résultats
| Date         | Épreuve                                   | Vainqueur            | Deuxième              | Troisième            |
| 1er novembre | Audenarde (Koppenbergcross)               | Yorben Van Tichelt   | Matthias Van de Velde | Berne Vankeirsbilck  |
| 6 novembre   | Renaix (GP Mario De Clercq)               | Ben Boets            | Stan Wijkel           | Nicolas Cleppe       |
| 19 novembre  | Hasselt (GP d'Hasselt)                    | Mathieu van der Poel | Daan Hoeyberghs       | Pjotr van Beek       |
| 17 décembre  | Essen (GP Rouwmoer)                       | Mathieu van der Poel | Stan Wijkel           | Mathieu van der Poel |
| 28 décembre  | Loenhout (Azencross)                      | Mathieu van der Poel | Wout van Aert         | Martijn Budding      |
| 1er janvier  | Baal (Grand Prix Sven Nys)                | Mathieu van der Poel | Quentin Jauregui      | Daan Soete           |
| 4 février    | Lille (Krawatencross)                     | Yorben Van Tichelt   | Mathieu van der Poel  | Wout van Aert        |
| 19 février   | Oostmalle (Internationale Sluitingsprijs) | Mathieu van der Poel | Wout van Aert         | Daan Soete           |